# Чемпионат Европы по настольному хоккею

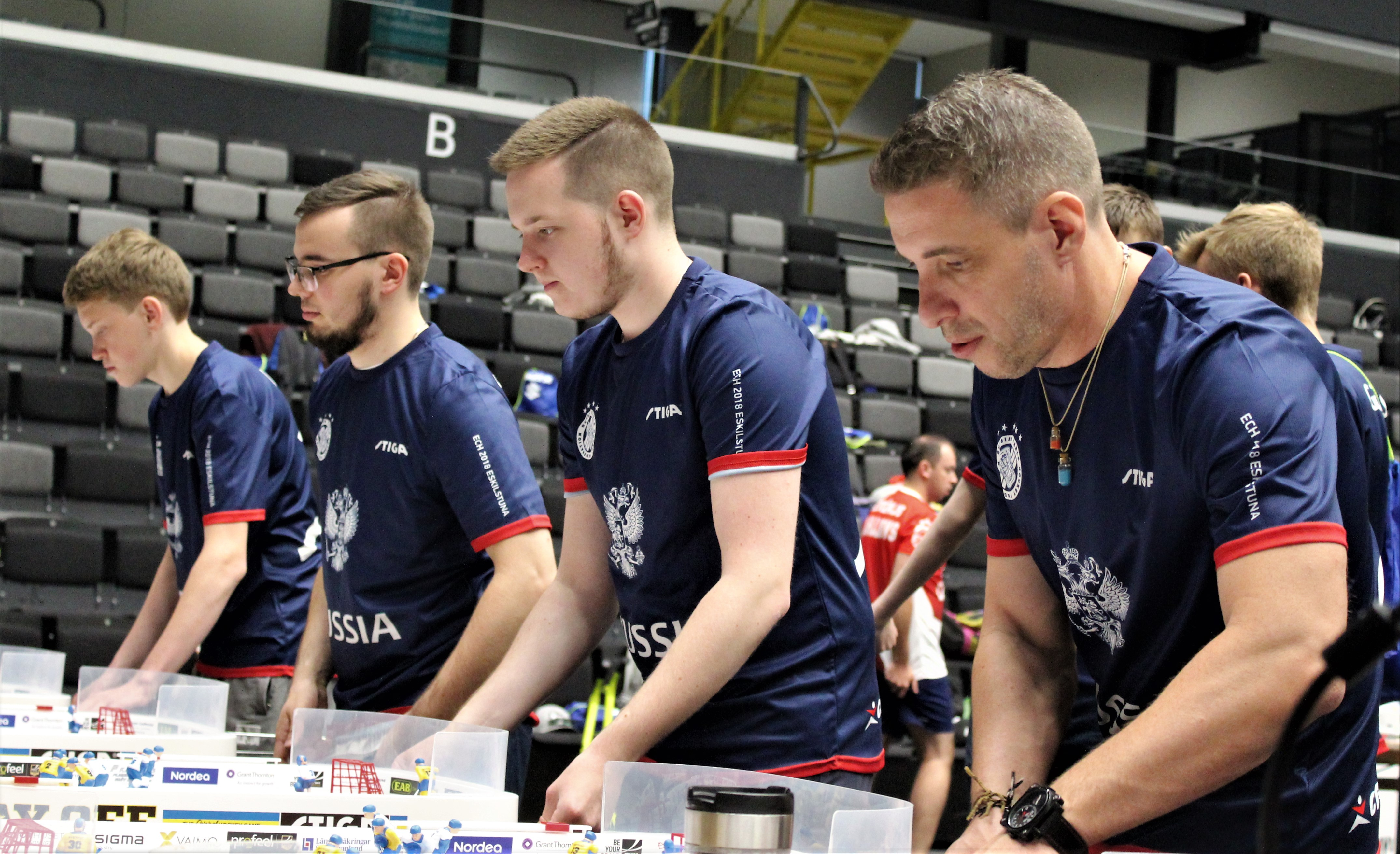
Российская команда - чемпионы Европы. В кадре справа налево - А. Титов, Д. Матвеев, А. Столяров и С. Иванов.

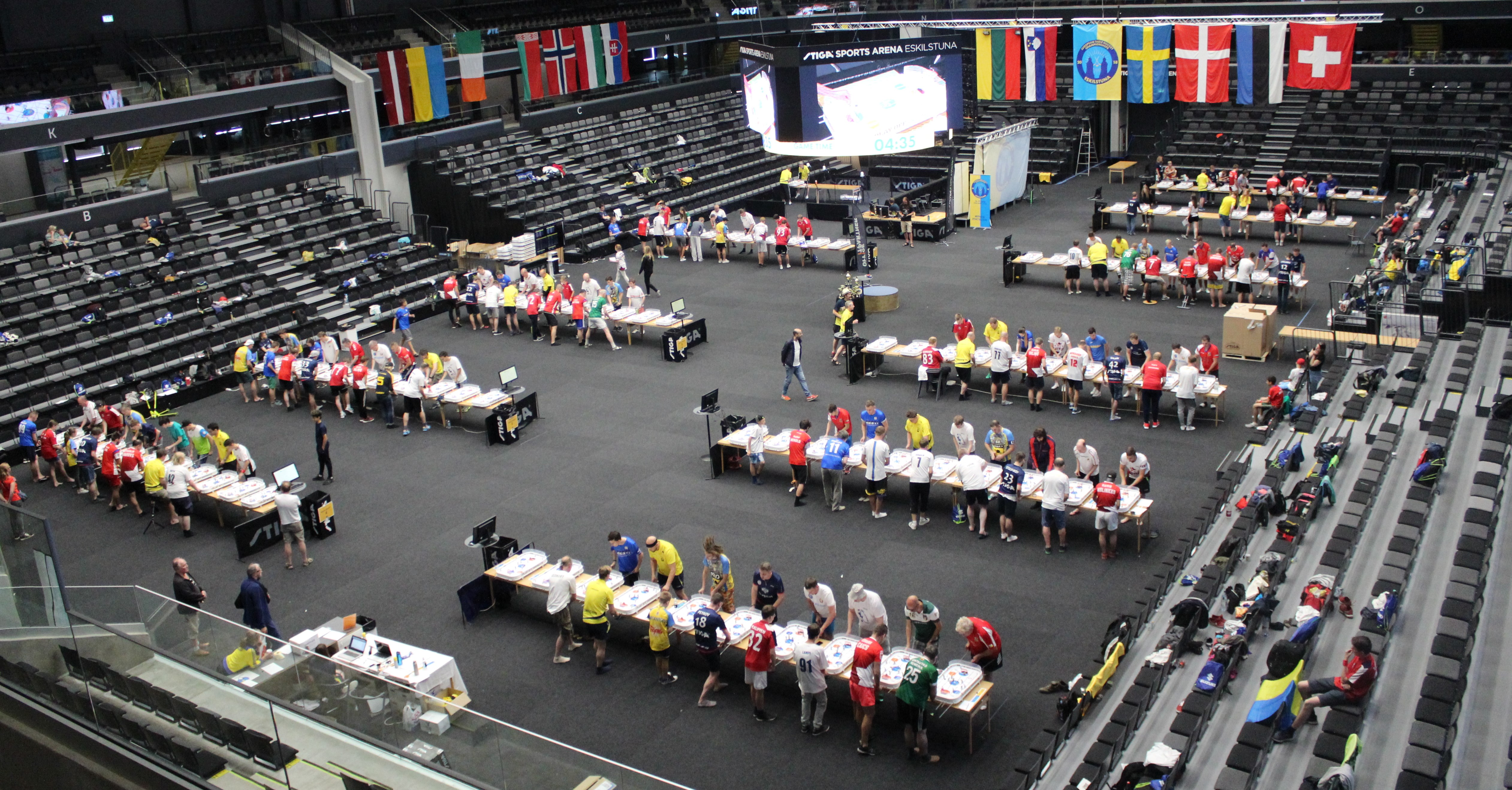
Чемпионат Европы - 2018 в Эскильстуне, Швеция.

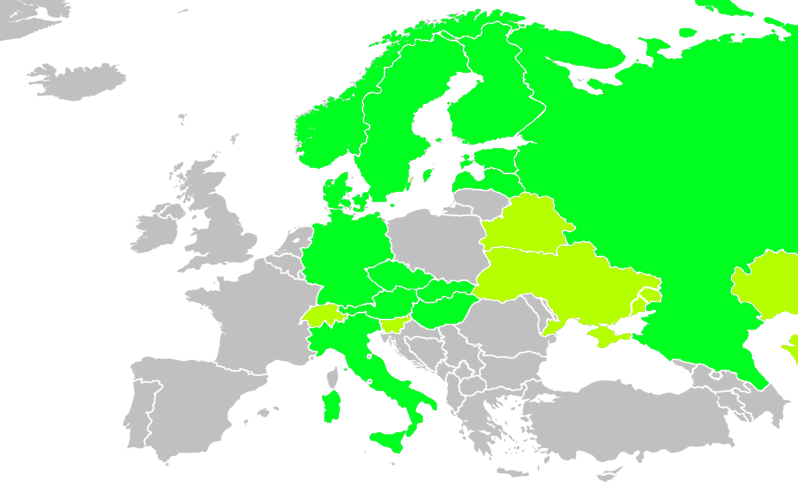
Страны - полноправные члены ITHF к 2019 году. Ярко-зелёным обозначены страны—основательницы 2005 года, жёлто-зелёным — подсоединившиеся позже.

Чемпионаты Европы по настольному хоккею — соревнования сильнейших мастеров настольного хоккея Европы, в настоящее время проводимые Международной федерацией этого вида спорта (ITHF).

## История чемпионатов Европы
Первый чемпионат Европы состоялся в 1990 году в Швеции, через год после первого чемпионата мира. Эти соревнования собрали 63 игроков из 9 стран, но первую восьмёрку составили исключительно шведы, лучшим среди которых стал Йорген Сундквист. 
Так же был проведён чемпионат сборных из 15 команд, в котором Швеция выставила семь команд, включая команду провинции Сконе и женскую сборную. В подгруппах все первые места заняли шведские команды, однако для ослабления шведской монополии в четвертфинальные игры на выбивание были допущены только две из них, выставленные друг против друга. Оставшаяся после этого шведская "третья" сборная девятью победами в девяти играх в финале разгромила финнов. В матче за третье место французы победили норвежцев.
За ним последовал чемпионат 1992 года в Чехословакии, однако на том история ЧЕ временно прервалась и остались только чемпионаты мира, которые все проводились в Европе. 
Однако в 2005 году делегатами стран-участниц очередного мирового чемпионата в Риге было принято решение о создании Международной Федерации настольного хоккея (ITHF), которая в том же году была зарегистрирована как негосударственная организация в Чехии. При этом решили также в годы, свободные от чемпионатов мира, проводить чемпионаты Европы. ITHF с тех пор ведёт координацию выбора мест проведения ЧЕ, участвует в их проведении и определяет правила игр и соревнований. Также в 2005 году было принято решение о более серьёзном отношении к государственной принадлежности игроков, что исключило в будущем участие сборных Аландских островов или иногда существовавших до того международных сборных, которые составлялись из игроков индивидуальных разрядов стран, не имеющих достаточного численного представительства для создания своей сборной. 
Начиная с 2006 года, на чемпионатах Европы были также введены соревнования в ветеранском и юниорском разрядах и в женском командном разряде. В будущем к ним были прибавлены также юниорские и ветеранские команды, а с 2014 года два неофициальных разряда — сениорский (от 50 лет) и детский (моложе 13 лет).

## Участие в чемпионате Европы
Все федерации стран имеют квоту количества игроков, которое они вправе послать на чемпионат мира. В настоящее время это 10 человек в открытом (общем) разряде, по пять в женском, юниорском и ветеранском, а также не фиксированное количество (до пределов, устанавливаемых организаторами) игроков в неофициальных разрядах. Полностью свою квоту заполняют только ведущие 5-6 стран. Кроме того, страна может сверх квоты прислать до 3 дополнительных игроков, вошедших в число лучших в сезонных соревнованиях Мирового тура, также с Мирового тура вне квот вправе участвовать три лучших игрока официальных разрядов, и право участия имеют действующие чемпионы разряда (кроме юниорского, если те выбили из юниоров по возрасту). Год рождения отсчитывается с 1 января.

## Ход соревнований
Чемпионат Европы по настольному хоккею проводится три дня в июне каждого чётного года с пятницы по воскресение. 

### Игровая сетка с 2010 года
- Пятница: женские, ветеранские и юниорские личные и командные соревнования.
- Суббота: квалификация и лиги открытого разряда, командные соревнования открытого разряда, иногда — дополнительный турнир для свободных в это время участников.
- Воскресение: заключительные игры открытого разряда, неофициальные разряды (13- и 50+).

## Результаты чемпионатов Европы
| 1990 | Лунд        | Йорген Сундквист | Фредрик Юханссон   | Йёран Агдур      | 60 (9 стран)   |
| 1992 | Брно        | Микаэль Крац     | Патрик Даниэльссон | Андерс Экестуббе | 75 (5 стран)   |
| 2006 | Скалица     | Алексей Захаров  | Лукас Турон        | Эдгарс Цайцс     | 111 (17 стран) |
| 2008 | Рига        | Ахти Лампи       | Рони Нуттунен      | Атис Силис       | 103 (10 стран) |
| 2010 | Оверум      | Ахти Лампи       | Алексей Захаров    | Ханс Эстерман    | 82 (9 стран)   |
| 2012 | Рига        | Максим Борисов   | Атис Силис         | Ахти Лампи       | 106 (13 стран) |
| 2014 | Рига        | Максим Борисов   | Ахти Лампи         | Алексей Захаров  | 122 (14 стран) |
| 2016 | Таллин      | Эдгарс Цайцс     | Алексей Захаров    | Ханс Эстерман    | 124 (15 стран) |
| 2018 | Эскильстуна | Максим Борисов   | Эдгарс Цайцс       | Атис Силис       | 128 (17 стран) |
| 2022 | Крань       | Эдгарс Цайцс     | Оскар Хенрикссон   | Кевин Эрикссон   | 119            |

### Результаты чемпионатов Европы в женском разряде
| Год  | Norises vieta | Победительница       | Количество участниц |
| ---- | ------------- | -------------------- | ------------------- |
| 1990 | Лунд          | Натали Биай          | 7 (3 страны)        |
| 1992 | Брно          | Натали Биай          | 7 (4 страны)        |
| 2006 | Скалица       | Александра Белавина  | 17 (7 стран)        |
| 2008 | Рига          | Мария Ялбачева       | 14 (7 стран)        |
| 2010 | Оверум        | Мария Ялбачева       | 15 (6 стран)        |
| 2012 | Рига          | Виктория Ларичева    | 20 (8 стран)        |
| 2014 | Рига          | Виктория Ларичева    | 18 (8 стран)        |
| 2016 | Таллин        | Виктория Носеливская | 22 (7 стран)        |
| 2018 | Эскильстуна   | Мария Савельева      | 18 (7 стран)        |
| 2022 | Крань         | Анна Иванцова        | 17 (7 стран)        |

### Результаты чемпионатов Европы в юниорском разряде
| Год  | Norises vieta       | Победитель         | Количество участников |
| ---- | ------------------- | ------------------ | --------------------- |
| 2006 | Скалица, Словакия   | Эдгарс Цайцс       | 24 (6 стран)          |
| 2008 | Рига, Латвия        | Ахти Лампи         | 22 (8 стран)          |
| 2010 | Оверум, Швеция      | Матисс Саулитис    | 25 (7 стран)          |
| 2012 | Рига, Латвия        | Максим Борисов     | 25 (7 стран)          |
| 2014 | Рига, Латвия        | Ян Пелконен        | 35 (11 стран)         |
| 2016 | Таллин, Эстония     | Вениамин Герасимов | 37 (10 стран)         |
| 2018 | Эскильстуна, Швеция | Никита Жолобов     | 36 (10 стран)         |
| 2022 | Крань               | Евгений Матанцев   | 28 (8 стран)          |

### Результаты чемпионатов Европы в ветеранском разряде
| Год  | Место проведения | Победитель      | Количество участников |
| ---- | ---------------- | --------------- | --------------------- |
| 2006 | Скалица          | Павел Плешак    | 28 (9 стран)          |
| 2008 | Рига             | Павел Плешак    | 26 (10 стран)         |
| 2010 | Оверум           | Янне Кокко      | 20 (6 стран)          |
| 2012 | Рига             | Ян Дриак        | 39 (12 стран)         |
| 2014 | Рига             | Ларс Хенрикссон | 41 (13 стран)         |
| 2016 | Таллин           | Алексей Титов   | 48 (13 стран)         |
| 2018 | Эскильстуна      | Алексей Титов   | 45 (15 стран)         |
| 2022 | Крань            | Ханс Эстерман   | 36                    |

### Результаты чемпионатов Европы в неофициальном детском разряде (моложе 13 лет)

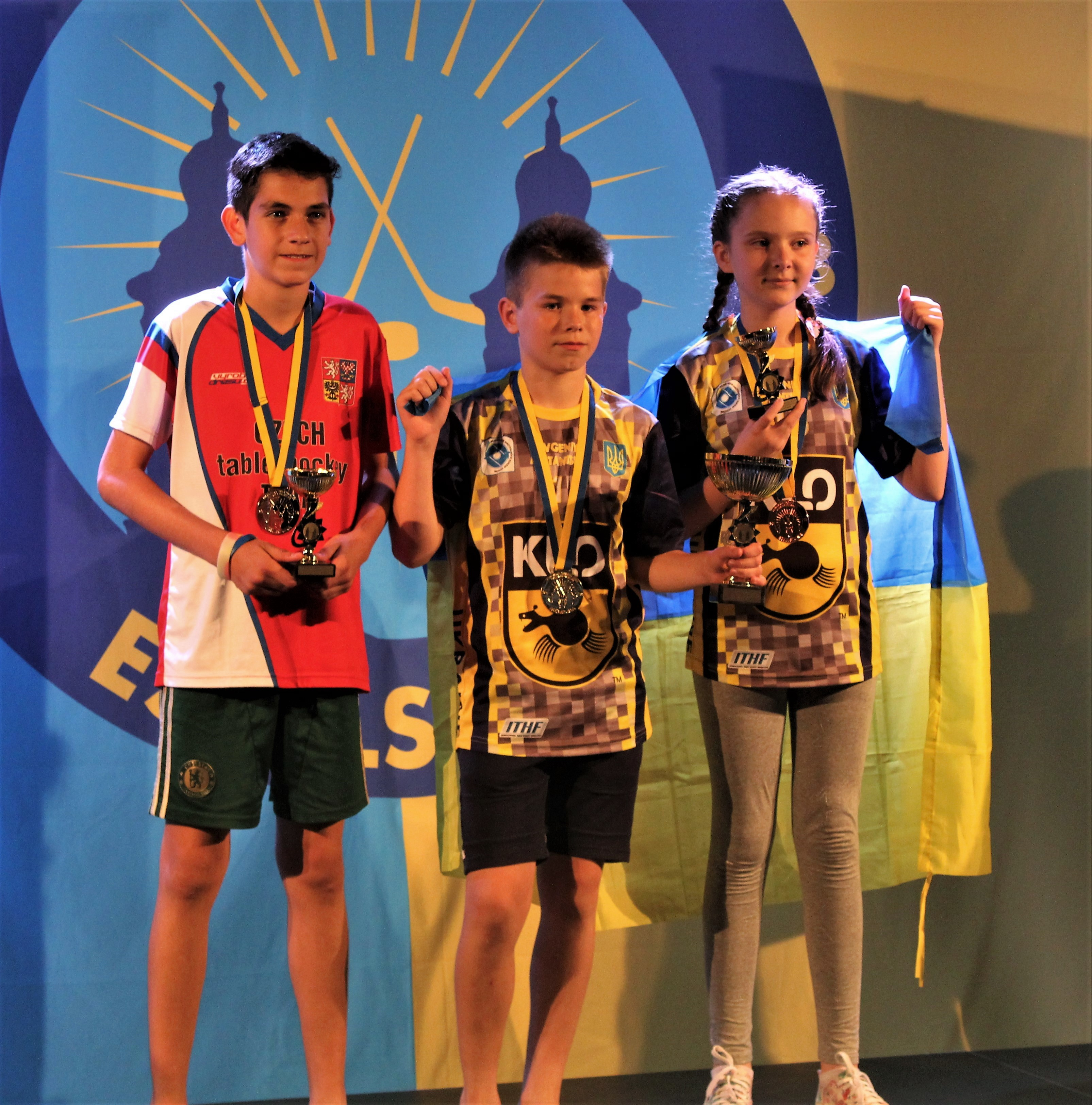
Победители в детском разряде на ЧЕ-2018: слева направо - Якуб Матишек, Евгений Матанцев и Анна Иванцова.

| Год  | Место проведения | Победитель       | Количество участников |
| ---- | ---------------- | ---------------- | --------------------- |
| 2014 | Рига             | Дмитрий Афонин   | 16 (5 стран)          |
| 2016 | Таллин           | Евгений Матанцев | 24 (9 стран)          |
| 2018 | Эскильстуна      | Евгений Матанцев | 18 (7 стран)          |

### Результаты чемпионатов Европы в неофициальном сениорском разряде (от 50 лет и старше)
| Год  | Место проведения | Победитель        | Количество участников |
| ---- | ---------------- | ----------------- | --------------------- |
| 2014 | Рига             | Александр Данилов | 14 (7 стран)          |
| 2016 | Таллин           | Павел Плешак      | 23 (8 стран)          |
| 2018 | Эскильстуна      | Янне Кокко        | 25 (9 стран)          |

### Результаты чемпионатов Европы среди сборных
| Год  | Место проведения | Победители | Количество команд |
| ---- | ---------------- | ---------- | ----------------- |
| 1990 | Лунд             | Швеция III | 15                |
| 1992 | Брно             | Швеция     | 8                 |
| 2006 | Скалица          | Чехия      | 12                |
| 2008 | Рига             | Финляндия  | 10                |
| 2010 | Оверум           | Швеция     | 8                 |
| 2012 | Рига             | Россия     | 10                |
| 2014 | Рига             | Латвия     | 11                |
| 2016 | Таллин           | Россия     | 11                |
| 2018 | Эскильстуна      | Россия     | 11                |
| 2022 | Крань            | Латвия     | 10                |

### Результаты чемпионатов Европы среди женских сборных
| Год  | Место проведения | Победительницы | Количество команд |
| ---- | ---------------- | -------------- | ----------------- |
| 2006 | Скалица          | Чехия          | 4                 |
| 2008 | Рига             | Россия         | 4                 |
| 2010 | Оверум           | Россия         | 4                 |
| 2012 | Рига             | Россия         | 4                 |
| 2014 | Рига             | Россия         | 4                 |
| 2016 | Таллин           | Россия         | 5                 |
| 2018 | Эскильстуна      | Швеция         | 3                 |
| 2022 | Крань            | Украина        | 4                 |

### Результаты чемпионатов Европы среди юниорских сборных
| Год  | Место проведения | Победители | Количество команд |
| ---- | ---------------- | ---------- | ----------------- |
| 2010 | Оверум           | Россия     | 6                 |
| 2012 | Рига             | Россия     | 6                 |
| 2014 | Рига             | Украина    | 9                 |
| 2016 | Таллин           | Россия     | 9                 |
| 2018 | Эскильстуна      | Россия     | 8                 |
| 2022 | Крань            | Латвия     | 6                 |

### Результаты чемпионатов Европы среди ветеранских сборных
| Год  | Место проведения | Победители | Количество команд |
| ---- | ---------------- | ---------- | ----------------- |
| 2008 | Рига             | Швеция     | 8                 |
| 2010 | Оверум           | Россия     | 5                 |
| 2012 | Рига             | Чехия      | 6                 |
| 2014 | Рига             | Россия     | 11                |
| 2016 | Таллин           | Россия     | 11                |
| 2018 | Эскильстуна      | Швеция     | 10                |
| 2022 | Крань            | Швеция     | 7                 |